# Vetjansaari
Vetjansaari är en ö i Finland. Den ligger i sjön Vetjanjärvi och i kommunerna Villmanstrand och Klemis och landskapet Södra Karelen, i den södra delen av landet, 180 km nordost om huvudstaden Helsingfors. Öns area är 1 hektar och dess största längd är 160 meter i öst-västlig riktning.